# Lysimachia maxima
Lysimachia maxima là một loài thực vật có hoa trong họ Anh thảo. Loài này được (R. Knuth) H. St. John mô tả khoa học đầu tiên năm 1987.

## Hình ảnh

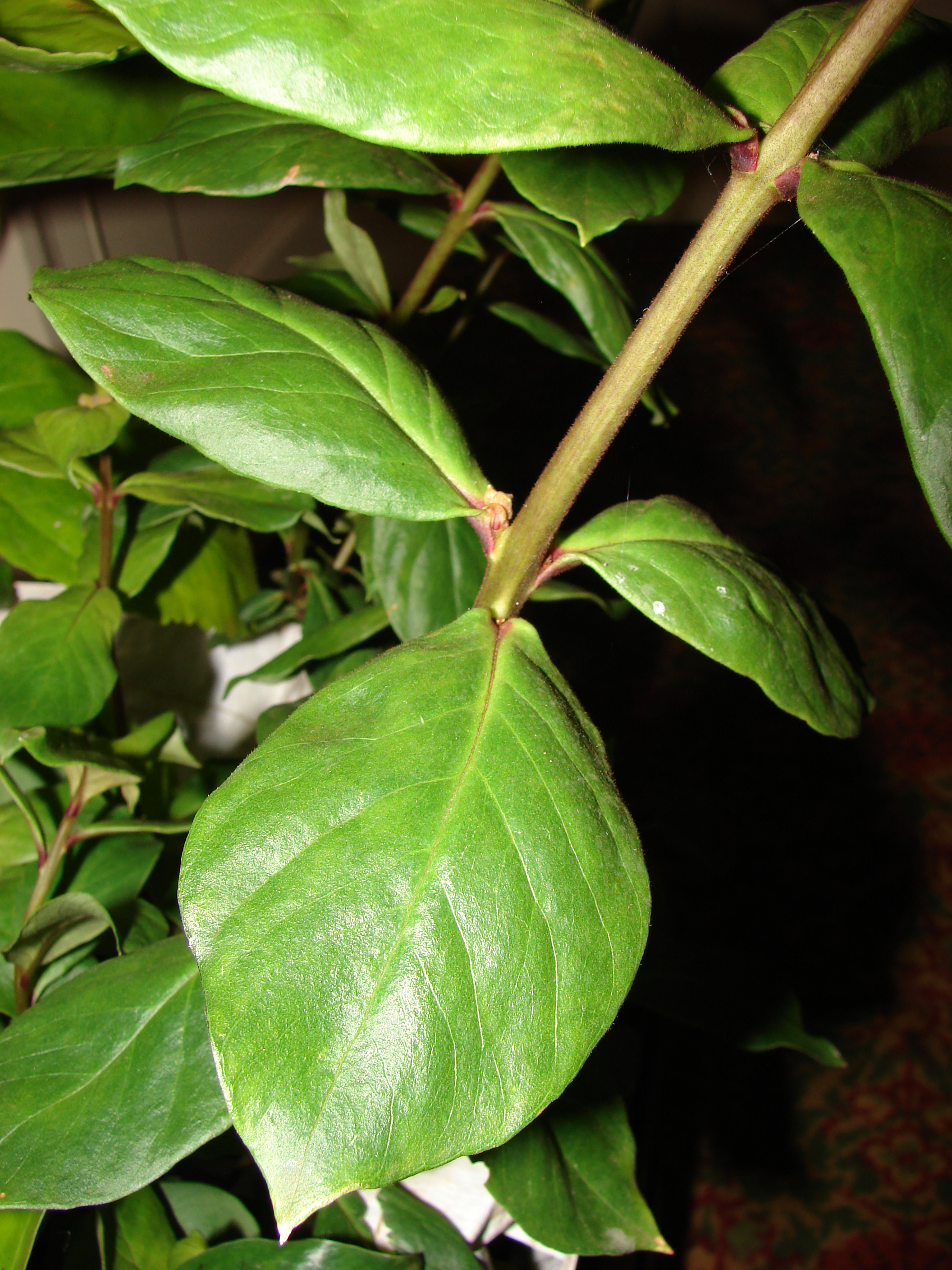
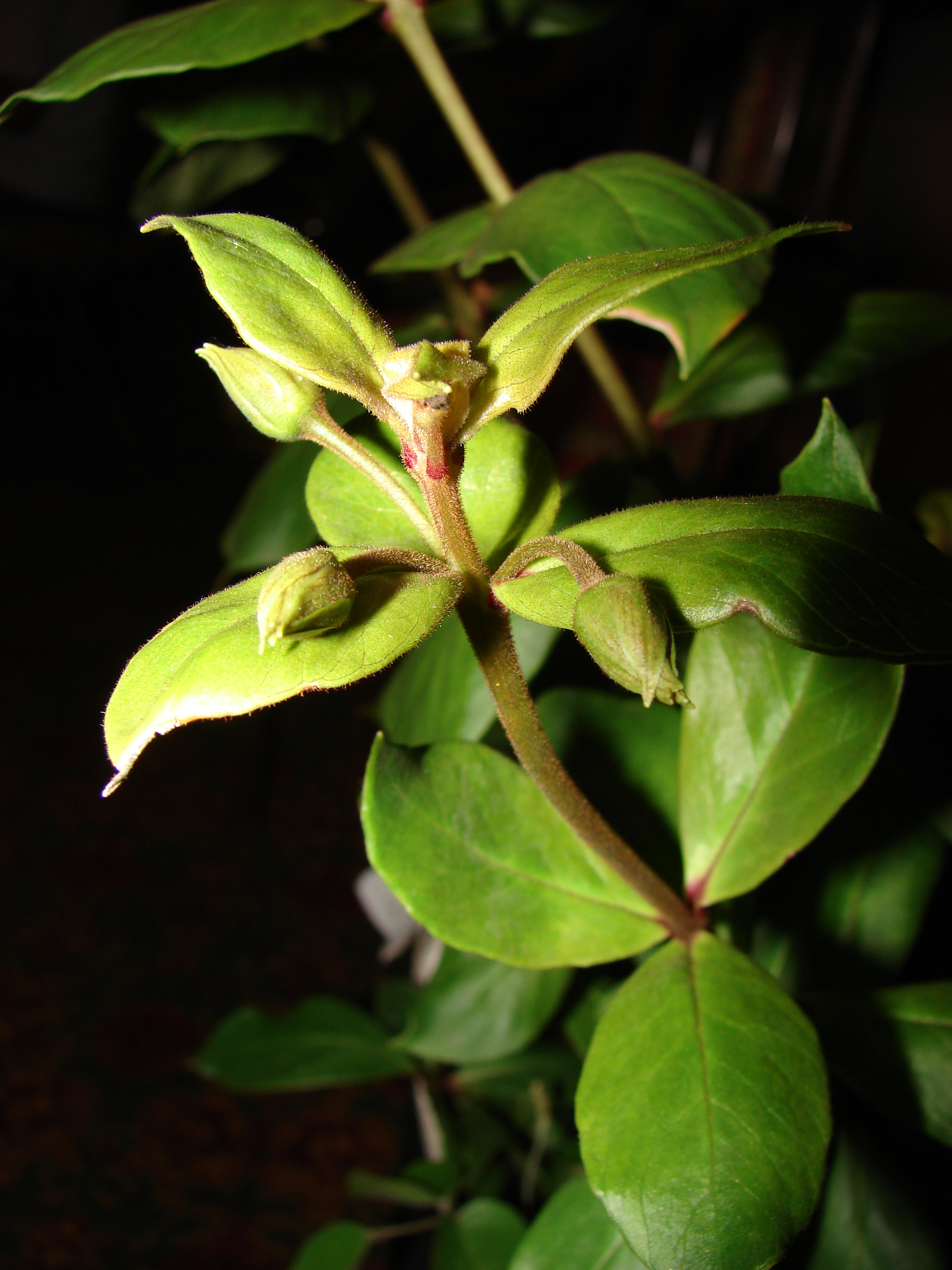
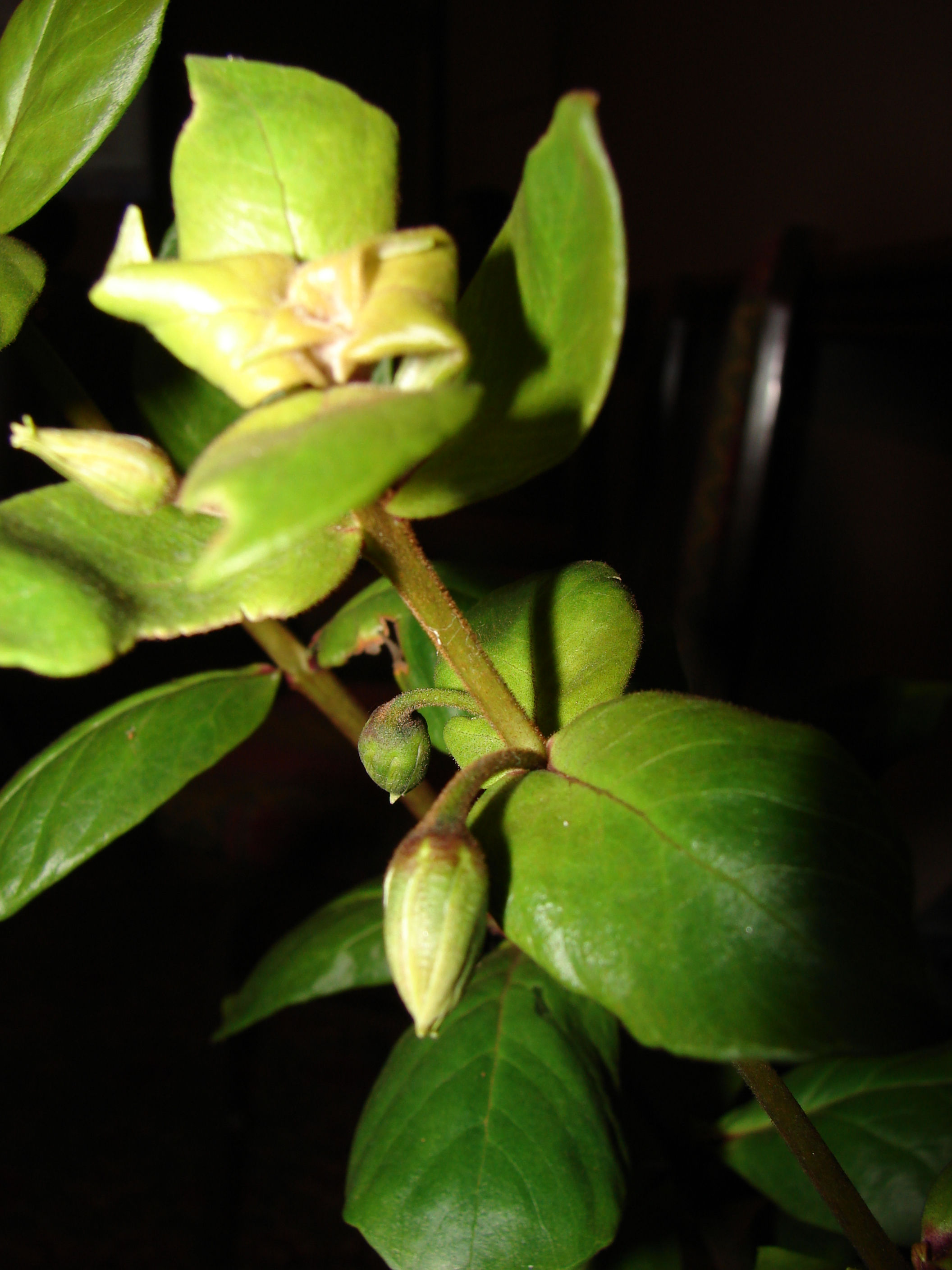
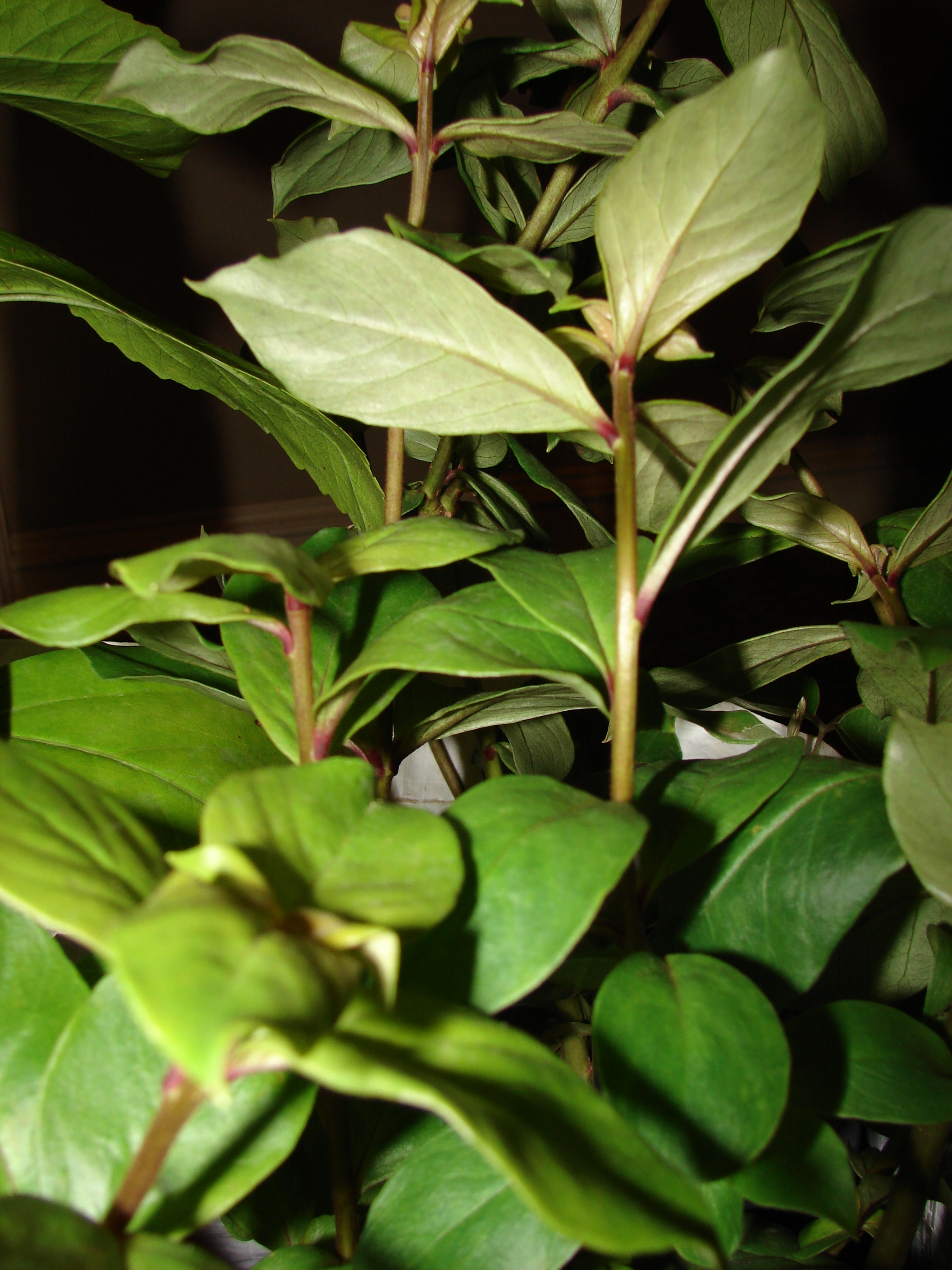